# ロジャー・パルバース

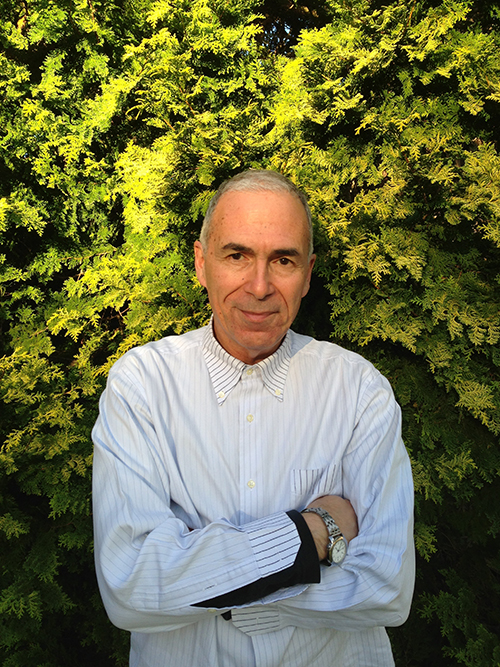
ロジャー・パルバース

ロジャー・パルバース（Roger Pulvers、1944年 - ）は、アメリカ合衆国出身のオーストラリアの作家、翻訳家、劇作家、演出家、映画監督。東京工業大学名誉教授。

## 来歴
ニューヨークでユダヤ人の家庭に生まれる。カリフォルニア大学ロサンゼルス校（UCLA）を卒業後、ハーバード大学大学院に入学。豊富なソ連旅行の経験を活かし、ロシア地域研究所で修士号を取得した。
ベトナム戦争への反撥から米国を離れ、ワルシャワ大学とパリ大学に留学後、1967年に初来日。京都に居を定め、京都産業大学でロシア語やポーランド語の講師を務めた。傍ら宮沢賢治を読み日本語を習得。この間に多くの演劇人と交流し、初の劇作「ガリガリ夫人の完全犯罪」を発表。
1972年にキャンベラのオーストラリア国立大学に赴任し、日本語や日本文学を講義。1976年、オーストラリア国籍を取得。井上ひさしの作品に惚れ込んで、彼をオーストラリア国立大学の客員教授として招致するよう運動。井上の作品の英訳も行う。
1982年と2000年に、オーストラリア・アデレード芸術祭で舞台を演出。このほか、メルボルン、キャンベラ、東京でも演出活動を行っている。また、映画やラジオの脚本も執筆しているほか、マイケル・ナイマン作曲の歌の歌詞も書いている。
1983年製作の映画『戦場のメリークリスマス』で大島渚の助監督を務めた後、再び来日し、演劇活動を行う。1991年京都府美山町へ移住。1992年離日、オーストラリアへ戻る
1992年製作の映画『Seeing Red（原題：日本未公開）』において脚本を執筆（監督：バージニア・ラウス）。
2003年製作の映画『スパイ・ゾルゲ』に出演（監督：篠田正浩）。
2007年製作の映画『明日への遺言』において、監督・小泉堯史と共同で脚本を執筆。
2008年、第18回宮沢賢治賞を受賞。
京都造形芸術大学教授となる。のち東京工業大学外国語研究教育センター教授を経て2013年まで、東京工業大学教授、世界文明センター長。同年、「雨ニモマケズ」の翻訳で第19回野間文芸翻訳賞受賞。
同年製作のドキュメンタリー映画『僕がジョンと呼ばれるまで』において、構成を担当（監督・太田茂、風間直美）。
2014年、東日本大震災復興と地域活性化のために新たに運行を開始したJR東日本の観光列車「SL銀河」（JR釜石線花巻・釜石間を春〜秋の主に週末祝祭日限定で運行）の車内コンテンツをプロデュース。宮沢賢治の「銀河鉄道の夜」をテーマとした同列車で、賢治の世界観を演出する展示の監修を手掛けた。
2015年、第9回井上靖賞を受賞。
2017年製作の映画『STAR SAND ─星砂物語─』で初監督を務める。原作は自身の執筆による小説『星砂物語』。
2018年、旭日中綬章受章。受章理由は「東京工業大学名誉教授、元東京工業大学世界文明センター長兼教授として、日本における外国語教育の発展及び理系学生に対する科学技術の理解の促進に寄与した功績による」。
2019年、オーストラリア勲章受章（MEMBER IN THE GENERAL DIVISION OF THE ORDER OF AUSTRALIA）。受章理由は「作家、翻訳者、教育者として、日本文学と日本文化へ重要な貢献を果たした功績による」。

## 受賞歴[1]
- 宮沢賢治賞(第18回)〔2008年〕
- 文化庁長官表彰(文化発信部門)〔2009年〕
- テヘラン国際映画祭脚本賞〔2009年〕「明日への遺言」
- 野間文芸翻訳賞(第19回)〔2013年〕「STRONG IN THE RAIN:SELECTED POEMS」
- 井上靖賞(第9回)〔2015年〕
- 旭日中綬章(日本)〔2018年〕

## 著書
長篇小説や短篇集、戯曲、随筆集など、日本語と英語による著書が多数ある。
- 『On the Edge of Kyoto 京のほとり』　1969.　朝日出版社
- 『ウラシマ・タロウの死』越智道雄訳　1980.11.　新潮社
- The Death of Urashima Taro　1981.　Angus & Robertson
- Yamashita (Theatre Australia New Writing)　1981.　Currency Press Pty Ltd
- 『日本語インサイド・アウト 甦る方言・スラング・浪花節』越智道雄監訳　1982.10　日本翻訳家養成センター Babel双書
- 『ロジャー・パルバースの昭和・ドラマチック!!』1985.9.　クロスライン・ウィル
- 『ヤマシタ将軍の宝』堤淑子訳　1986.9.　筑摩書房
- 『トラップドアが開閉する音』浜口稔訳　1987.12.　コナミ出版
- 『アメリカ人をやめた私 視線は地平をこえて』堤淑子訳　1988.11.　サイマル出版会
- 『新聞を吸収した少女』堤淑子訳　1990.6.　マガジンハウス
- 『ヒノマルの四角い太陽』堤淑子訳　1990.9.　集英社
- 『戯曲:ドリームタイム』1992.　ラボ教育センター
- General Yamashita's Treasure　1993.　HarperCollins
- 『文通英語術』1995.11.　岩波書店 同時代ライブラリー ISBN 978-4-00-260241-7
- 『日本ひとめぼれ ユダヤ系作家の生活と意見』上杉隼人訳　1997.1.　岩波書店 同時代ライブラリー
- 『旅する帽子 小説ラフカディオ・ハーン』上杉隼人訳　2000.3.　講談社
- 『ほんとうの英語がわかる 51の処方箋』上杉隼人訳　2001.3.　新潮選書
- 『ライス』上杉隼人訳　2001.6.　講談社
- 『新ほんとうの英語がわかる ネイティブに「こころ」を伝えたい』上杉隼人訳　2002.5.　新潮選書
- 『ほんとうの英会話がわかる ストーリーで学ぶ口語表現』上杉隼人訳　2003.3.　新潮選書
- 『キュート・デビルの魔法の英語』上杉隼人訳　2004.3　研究社
- 『五行でわかる日本文学 英日狂演滑稽五行詩』柴田元幸訳 喜多村紀 画　2004.5.　研究社
- The Honey and The Fires　2004.　ABC Books
- Setting the Stage : Articles and essays about the state of our world today　2005.　研究社
- 『新バイブル・ストーリーズ』柴田元幸訳　2007.12.　集英社
- 『日めくり現代英語帳』上杉隼人訳　2007-08.　日本経済新聞出版社
- 『英語で読み解く賢治の世界』上杉隼人訳　2008.6.　岩波ジュニア新書
- 『Delighting in Cultures―世界の中の日本人と日本人の中の世界』2009.　金星堂
- The Dream of Lafcadio Hearn　2010.　Kurodahan Press
- 『英語で味わう名言集 心に響く古今東西200の言葉 NHKギフト～E名言の世界～』　2011.3.　NHK出版
- 『もし、日本という国がなかったら』坂野由紀子訳　2011.12.　集英社インターナショナル / 2019.2.　角川ソフィア文庫
- 『宮沢賢治『銀河鉄道の夜』』 (ＮＨＫ100分de名著)　2011.　NHK出版
- 『賢治から、あなたへ 世界のすべてはつながっている』森本奈理訳　 2013.2.　集英社インターナショナル
- 『驚くべき日本語』早川敦子 (英文学者)訳　 2014.1.　集英社インターナショナル / 2020.1.　集英社文庫
- 『ハーフ』 2014.　書肆パンセ
- 『こんにちは、ユダヤ人です』 2014.　河出書房新社　　※ 四方田犬彦との共著
- 『星砂物語』2015.3　講談社
- 『10年間勉強しても英語が上達しない日本人のための新英語学習法』2015.　集英社インターナショナル
- 『英語で読む啄木: 自己の幻想』2015.　河出書房新社
- If There Were No Japan : A Cultural Memoir　2015.　Japan Publishing Industry Foundation for Culture
- Tokyo Performance　2018. レッド・サークル(Red Circle)
- 『ぼくがアメリカ人をやめたワケ』大沢章子訳　 2020.11.26　集英社インターナショナル

### 翻訳
- 『英語で読む銀河鉄道の夜』宮沢賢治 1996.3.　ちくま文庫
- 『英語で読む宮沢賢治詩集』1997.4.　ちくま文庫
- 『英語で読む桜の森の満開の下』坂口安吾　1998.4.　ちくま文庫
- 『父と暮せば 英文対訳』井上ひさし こまつ座,　2004.8.
- 『わが友フロイス 英文対訳』井上ひさし こまつ座,　2007.12.

- The Story of the Zashiki Bokko 1998.　Rhinoceros Publishing
- Strong in the Rain　2007.　Bloodaxe Books
- Night on the Milky Way Train　2011.　Rhinoceros Publishing
- The Frandon Agricultural School Pig　2012.　Rhinoceros Publishing
- The Spider's Thread　2012.　Rhinoceros Publishing
- The Restaurant of Many Orders　2013.　Rhinoceros Publishing
- Gauche the Cellist　2013.　Rhinoceros Publishing
- Obbel and the Elephant　2013.　Rhinoceros Publishing
- Snow Crossing　2013.　Rhinoceros Publishing
- Once Upon a Time in Japan -Japan Broadcasting Corporation（NHK）　2015.　Tuttle Publishing

## 映画
- 戦場のメリークリスマス 1983 助監督
- アンネの日記 The Diary of Anne Frank （アニメーション） 1995 脚色
- スパイ・ゾルゲ 2003 出演
- 明日への遺言 2007 脚本
- 僕がジョンと呼ばれるまで 2014 構成
- STAR SAND －星砂物語－ 2016 監督・脚本